# Бакал
Бакал (на руски: Бакал) е град в Русия, разположен в Саткински район, Челябинска област. Населението му към 1 януари 2018 година е 19 264 души.